# E85 (carburant)
Pour les articles homonymes, voir E85.
 (mai 2018).

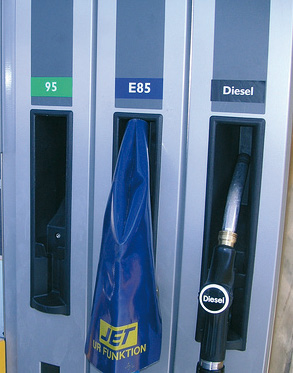
Pompe proposant du carburant E85.

Le carburant E85, également appelé superéthanol, est un mélange constitué d'essence et, à 85 % environ, d'un biocarburant (ou agrocarburant), l'éthanol. C'est un vecteur énergétique en partie renouvelable qui permet de limiter la consommation en énergie fossile, mais qui entre en concurrence avec les surfaces agricoles dédiées à l'alimentation humaine.
Il permet de remplir les réservoirs des véhicules polycarburant (qui fonctionnent indifféremment à l’essence (SP95, E10, SP98) et au superéthanol). Ce carburant peut  être utilisé dans un moteur dit « à essence pure » sans modification selon un certain pourcentage selon l'acceptation du moteur mais jamais a 100%.
Il est utilisé depuis des années au Brésil, en Suède et aux États-Unis. Il a été introduit en 2007 sur le marché français.
Les végétaux contenant du saccharose ou « sucre » (betterave, canne à sucre…) ou de l’amidon (blé, maïs…) peuvent être transformés pour donner du bioéthanol par fermentation puis distillation.

## Historique de l'introduction du carburant E85 en France
La concentration en bioéthanol du superéthanol varie de 65 % lors des périodes hivernales à 85 % en été (en volume).
Le gouvernement français a donné son feu vert, le 1er juin 2006, à l'expérimentation en France du carburant E85. Deux régions pilotes, la Champagne-Ardenne et la Picardie, ont testé des flottes de véhicules fonctionnant avec du bioéthanol.

### Rapport Prost
C’est le 3 octobre 2006 que le groupe de travail « Flexfuel 2010 » a rendu public son rapport, le « rapport Prost », proposant un ensemble de mesures pour développer le superéthanol en France. Ce rapport a été élaboré avec le concours de l’inspection générale des finances et du conseil général des Mines sous la direction de l'ancien pilote de Formule 1 Alain Prost. Sa mission a consisté à analyser de manière réaliste la mise en place du lancement du superéthanol en élaborant un plan d’action commun. Ce rapport a mis en évidence toutes les actions devant être conduites pour la mise en place du superéthanol.
Dans le rapport, plusieurs points sont soulignés :
- l’importance d’une fiscalité favorable à une implantation rapide ;
- la nécessité d’un engagement de la part des constructeurs à créer des modèles au même prix entre les voitures Flex fuel (éthanol) et les voitures à essence ;
- l’aide aux exploitants indépendants de stations-services pour s’équiper de « pompes vertes » ;
- le rapport Prost a ainsi fixé au 31 décembre 2006 la date de la définition concise des normes du superéthanol et au 1er janvier 2007 l’autorisation de vente d’E85.

### Commercialisation en France
C'est ainsi que, depuis le 1er janvier 2007, la commercialisation des biocarburants est autorisée.
| Année | Pompes | Stations E85 (%) | Consommation (Ml) | Évolution annuelle en volume (%) | Prix moyen (€/l) | Parc modifié | Parc d'origine |
| ----- | ------ | ---------------- | ----------------- | -------------------------------- | ---------------- | ------------ | -------------- |
| 2010  | 316    |                  |                   |                                  |                  |              |                |
| 2014  | 500    |                  |                   |                                  |                  |              |                |
| 2015  | 700    |                  |                   |                                  |                  |              |                |
| 2016  |        |                  |                   |                                  | 0,848            |              |                |
| 2017  |        |                  | 117,9             |                                  |                  |              |                |
| 2018  | 1 000  | 11               | 182,5             | +54                              |                  | 32 500       | 70 000         |

Le gouvernement français s'est engagé à installer 500 pompes E85 sur le territoire avant la fin 2007. 322 pompes E85 étaient ouvertes le 9 février 2010 et 316 le 28 novembre 2010. L'objectif des 500 stations était atteint en octobre 2014 et fin 2015 on dénombrait plus de 700 stations-service distribuant du superéthanol. Le chiffre symbolique des mille stations distribuant du superéthanol dans l’Hexagone a été franchi au début du mois d’avril 2018. À cette date, 11 % des stations-service proposent du E85. L’ouverture régulière de pompes explique en grande partie l’augmentation spectaculaire de la consommation d’E85 en 2017 avec +23 %.
L'arrêté du 15 décembre 2017, relatif à l’encadrement des homologations, a facilité la mise en place des procédures d’installation des boitiers rendant les moteurs compatibles avec le superéthanol.
Afin de développer l'usage de ce carburant la fiscalité à la pompe est avantageuse. 
La consommation d'E85 en France était de 117,9 millions de litres en 2017, et est passée à 182,5 millions de litres en 2018.
Le parc français de véhicules E85 est de 32 500 véhicules modifiés en 2018 ou avant, et de 70 000 véhicules compatibles d’origine. Entre 30 000 et 40 000 véhicules pourraient être modifiés en 2019.
En octobre 2021, la France a vendu 420 million de litres d'E85.
En 2024, alors que la France est la première productrice européenne de bioéthanol avec une capacité de production annuelle de 14 millions d'hectolitres sur 13 sites, les difficultés s"accumulent sur cette filière : l'interdiction des néonicotinoïdes risque de faire baisser la production de betteraves et le réchauffement climatique fait baisser les rendements. L'interdiction de la vente de voitures thermiques neuves d'ici 2035 par l'Union européenne ne prévoit aucun aménagement pour le superéthanol E85, qui contient entre 15 et 35 % d'essence d'origine fossile. La filière envisage un superéthanol où l'essence serait remplacée par un autre carburant renouvelable, comme le e-fuel ; elle étudie le remplacement du gaz nécessaire à la production du bioéthanol par des chaudières à biomasse (surtout du bois), la captation de CO2 au moment de la fermentation, le recours à la géothermie, le remplacement des carburants fossiles par du biodiesel dans les machines agricoles. Mais Patrick Pouyanné, patron de TotalEnergies, a déclaré ne pas croire aux biocarburants, car ils sont en concurrence avec l'alimentaire, et Ford, leader de la vente de véhicules flex-E85 d'origine en France, arrêtera la commercialisation de ses deux modèles phares en 2024. La France reste le seul pays européen à soutenir le E85.

## Modification des véhicules essence à l'aide d'un kit superéthanol ou d'une reprogrammation superéthanol
La modification d'un véhicule fonctionnant au SP95/98 touche surtout à l'avancement du point d'avance à l'allumage (+4° angulaire avec 100 % de E85), mais aussi au débit des injecteurs et au taux de compression à revoir à la hausse. Une élévation de la pression dans les cylindres est possible grâce à l'indice d'octane plus élevé de ce carburant qui atteint 106 : ce qui a pour effet d'augmenter le rendement thermique du moteur, donc son rendement global et fait donc chuter d'autant la consommation spécifique du moteur. Cependant, et malgré le discours des constructeurs, la quasi-totalité des véhicules à essence injection fonctionnent sans anomalie et sans modification jusqu'à au moins 30 % de E85. Certains véhicules sont utilisés par leurs propriétaires avec 100 % de E85 sans modification, comme la Toyota Prius, bien qu'elle ne soit pas homologuée pour ce carburant, quelle que soit la génération (Prius I, II, III).
Il existe de nombreux kits assurant la conversion des véhicules classiques roulant à l'essence. La majorité des véhicules produits après 2000 ont un circuit de carburation prévu pour résister à un certain taux de superéthanol (durits, réservoirs et autres conducteurs du mélange compatibles). Cela permet à ces véhicules de pouvoir utiliser le nouveau carburant E10 sans modification. Grâce à ces kits, ils peuvent être convertis à l'utilisation du E85. 
Sous réserve de fiabilité à long terme non garantie, n'importe quel véhicule à essence équipé d'un système d'injection avec régulation par sonde lambda (sonde « à oxygène » disposée sur la ligne d'échappement) peut fonctionner avec une certaine proportion d'E85  : de nombreux essais empiriques font état de véhicules du début des années 1990 à injection électronique fonctionnant sans à-coups ni problème jusqu’à un taux de 50 % d'E85. Les désagréments constatés pour des taux similaires ou plus élevés encore sont surtout perceptibles moteur froid ou par temps humide (moteur qui « cale » après démarrage, instabilité du ralenti et à-coups en fonctionnement à charges partielles).
À noter cependant qu'une différence fondamentale existe entre ces kits E85 et les kits GPL : la nécessité de détecter la teneur en éthanol du mélange, d'assurer la compatibilité matériaux, de valider la compatibilité du système de post-traitement, d'adapter les stratégies de contrôle moteur (phasage injection, temps d'injection, avance à l'allumage) font qu'un véhicule flexfuel ne peut en aucun cas être considéré comme un véhicule classique auquel on a ajouté un kit E85, alors que c'est le cas pour les véhicules GPL.
Depuis 2007, on peut trouver sur Internet, notamment sur des sites spécialisés, des internautes roulant de 10 à 100 % de E85 sans modification. D'après ces derniers, ces véhicules sont toujours en état de marche à l'heure actuelle. L'utilisation du E85 dans des voitures non adaptées est sous l'entière responsabilité de l'usager.

### Homologation française
Auparavant ces modifications ne disposaient d'aucun cadre réglementaire. La direction régionale de l'Industrie, de la Recherche et de l'Environnement (DRIRE), chargée de valider de telles transformations, refusait de créer une procédure de réception pour les véhicules modifiés, au même titre qu'avec les kits GPL. Toutefois, un décret sur l'homologation de ces kits devrait être publié en avril 2017.
À partir du 1er avril 2021, un arrêté « autorise l'implantation d'un kit E85 sur les véhicules de 15 CV et plus et ceux équipés d'un filtre à particules » jusque-là exclus du dispositif d'homologation. Toutes les voitures à essence depuis 2001, répondant à la norme Euro 3 minimum sont concernées, ce qui représente un parc d'environ dix millions de véhicules.

## Risques mécaniques des moteurs à essence à injection électronique directe roulant à l'E85 sans dispositif particulier
Dans un moteur à essence à injection électronique directe conçu pour accepter du carburant E10, l’exploitation de l’éthanol à des concentrations supérieures à celle de l’E10 présente plusieurs conséquences mécaniques potentiellement dommageables telles qu’explicitées ci-dessous.
- L’auto-inflammation du mélange air/carburant voire du cliquetis entraînent des combustions prématurées du mélange air/carburant pour l’un et explosion(s) locale(s) désynchronisée(s) de l’étincelle des bougies pour l’autre, donc destruction potentielle des coussinets, biellettes et pistons pour l’un et détérioration accélérée de la segmentation, des têtes de pistons voire des cylindres pour l’autre, risque néanmoins intrinsèquement éliminé par l’indice d’octane élevé de l’éthanol présentant une meilleure résistance aux explosions anarchiques que l’essence. L’indice de référence AKI[17] mesurant entre autres la susceptibilité au cliquetis d’un carburant, fait effectivement état d’un indice d’environ 92 pour le SP98 contre 98 pour un E85 de qualité supérieure (indices[18] RON 108 et MON 89), indiquant une bien moindre sensibilité à l’inflammation non contrôlée de ce dernier. Cependant le carburant E85 destiné au grand public ne bénéficie pas d’un tel niveau de qualité. L’indice AKI déterminé sur la base des fiches carburants de la compagnie Total (ou sur la base des indices RON et MON directement indiqués sur les pompes des stations-services) s’établit à 90 qu’il s’agisse du Premier 95 E10[19] ou de superéthanol[20] contre 92 pour l’Excellium 98[21], signifiant par-là que la sensibilité à l’auto-inflammation et au cliquetis du superéthanol ne présente pas de différence par rapport à celle du Premier 95 E10 ou en d’autres termes, le risque d’inflammation non contrôlée de l’E85 est identique à celui du carburant E10 pour lequel le véhicule est justement conçu. À noter par ailleurs, que même dans l’hypothèse peu probable de l’apparition de cliquetis, tous les moteurs à injection électronique sont capables de modifier spontanément leur avance d’allumage pour éliminer ce phénomène, puisqu’ils sont conçus pour maintenir un régime de fonctionnement optimal tout en compensant leur usure normale dans le cas par exemple de l’augmentation des jeux de soupapes ou plus simplement, pour s’ajuster aux changements constants du régime du moteur.

- L’augmentation de la température aux sièges des bougies[22] notamment, donc surchauffe locale et risque de fissuration de la culasse sur le long terme voire dans les cas les plus extrêmes, soudure de la bougie à la culasse, risque élevé principalement en conditions dites de mélange pauvre, conditions régnants dans le moteur de manière plus ou moins transitoire lors du passage d’une carburation classique à 100 % d’essence à une carburation à l’E85 ou à un mélange essence/E85 quel qu’en soit le ratio. Toutefois les proportions stœchiométriques[23] du mélange (9,8 pour l’E85 contre 14,7 pour le carburant SP98) sont automatiquement réajustées par le calculateur sur la base des informations provenant entre autres de la sonde lambda, qui commandera de manière plus ou moins rapide l’augmentation de la quantité de carburant injectée, jusqu’à retrouver ainsi les proportions d’équilibre du mélange, éliminant dès lors ce risque. Il est néanmoins important de souligner que l’augmentation de carburant injecté ne peut se faire quand dans la limite du régime de fonctionnement maximal de la pompe d’injection. Si la correction nécessaire dépasse ses capacités de compensations préétablies par le constructeur, le moteur continuera de fonctionner en mélange pauvre et par conséquent en mode dégradé. Or si ces conditions ne parviennent pas à être éliminées des cylindres suffisamment rapidement, elles ont pour conséquence supplémentaire d’y augmenter la température et d’y créer un environnement propice à la (ré)apparition du cliquetis avec les risques explicités auparavant. À noter que lorsque l’équilibre du mélange parvient à être rétabli par le calculateur dans le moteur, les températures de fonctionnement à l’éthanol sont plus faibles qu’à l’essence, en partie grâce à la présence d'une faible quantité d’eau dans le carburant, ce qui diminue considérablement les contraintes thermiques sur le moteur, prolongeant d’autant sa durée de vie. En outre, dans le cas où la pompe d’injection arrivant en butée ne parviendrait toujours pas rétablir les conditions d’équilibre, une mesure corrective relativement simple consisterait à remplacer les injecteurs d’origine par des équivalents présentant un orifice d’injection plus large de +20 % à +30 % environ (l'augmentation du débit volumique étant une fonction linéaire de la section de passage). Par ailleurs, une mesure de prévention permettant de compenser tout ou partie de l’augmentation transitoire de température aux sièges des bougies lors des phases d’ajustement se reproduisant à chaque passage d’une carburation 100 % essence à une carburation à base d’éthanol (donc pauvre) qu’elle soit complète ou partielle, serait de remplacer les bougies préconisées par leurs équivalents d’un indice plus froid (ou de deux au maximum). Opter pour une gamme de bougies davantage plus froides se ferait au prix d’un encrassement accéléré de celles-ci notamment lorsque les usages du véhicule en question sont principalement urbains et périurbains, se soldant ainsi par une augmentation de la consommation ce qui est l’inverse de l’effet initialement recherché par les utilisateurs d’E85.

- L’augmentation de la pression d’explosion dans le moteur, principalement sur les sièges de soupapes, sur le piston ainsi que la bielle et les coussinets sur lesquels elle s’appuie, d’environ +20 % à tous les régimes lors de l’utilisation de l’E100 par exemple en comparaison du SP95[24], donc usure accélérée du moteur si les marges de sécurité à la conception ne permettent pas de compenser cette charge supplémentaire. Cependant, une étude conjointement diligentée par le ministère de l’Énergie américain et le Département d’étude sur la mobilité de l’Armée américaine, publiée[25] en 1981 et portant sur l’analyse comparative de l’état d’usure d’un bloc-moteur de 2,3 L conçu initialement pour une carburation classique à l’essence, soumis à vingt heures de fonctionnement à régime constant et soutenu sous divers types de carburants alternativement : 100 % méthanol, 10 % méthanol plus 90 % essence, 100 % éthanol, 10 % éthanol plus 90 % essence puis 100 % essence, fit état d’une usure équivalente sinon inférieure du moteur, lorsque celui-ci fonctionnait au carburant E100 ou E10, comparativement à l’essence classique, ce qui du reste n’était pas le cas du méthanol, une autre forme de carburation très prisée par les professionnels des sports mécaniques. Le risque d’usure prématurée du moteur sous augmentation répétée de la charge peut donc raisonnablement être écarté, ce que confirme d’ailleurs l’expérience accumulée par la flotte de véhicules décrite dans cet article[26] du journal automobile L'Argus. À noter que les véhicules basés sur la technologie des Toyota Prius affichent un certain avantage pour ce qui concerne leur compatibilité au carburant E85 sans dispositif particulier. Leur fonctionnement en cycle d'Atkinson[27] diminue en effet la pression après explosion dans les cylindres grâce à l’évacuation préalable d’une partie du mélange d’admission par retard contrôlé de la fermeture des soupapes froides pendant la mise en compression. Ce principe fait ainsi coïncider au mieux le taux de compression théorique au taux de compression réel, puisque le travail dégagé par l’explosion est exploité tout au long de la descente du piston jusqu’à l’ouverture de la soupape d’échappement, permettant aux gaz ainsi exploités de se dégager avec la remontée suivante du piston. Il en résulte une consommation moindre de carburant mais avec en contrepartie une perte considérable du couple thermique, toutefois astucieusement compensé par celui mis à disposition instantanément par le moteur électrique. Or c’est cette baisse des pressions d’explosion du cycle Atkinson qui permet de limiter naturellement les risques d’auto-inflammation dans le moteur et aussi de dégager la marge nécessaire à compenser tout ou partie de l’augmentation de charge sur les organes moteur lors de l’utilisation de l’éthanol, augmentant ainsi d’autant leur longévité.

- Séparation des phases liquides dans le réservoir, donc augmentation de la quantité d’eau dans le circuit de carburation, entraînant un régime saccadé du moteur. L’éthanol présente une assez bonne miscibilité à l’essence, ce qui en fait un mélange relativement stable. Cependant, comme tous les alcools, l’éthanol reste particulièrement hydrophile[28]. Lorsqu’il existe des traces d’eau dans le réservoir, situation assez courante, celles-ci se détachent spontanément de l’essence pour s’associer de préférence à l’ethanol. Même dans l’hypothèse improbable qu’il n’existe pas d’eau dans un réservoir, l’éthanol, lorsqu’il y séjourne plusieurs semaines, s’associe à l’eau se condensant dans le réservoir au gré des variations extérieures de température. (Avoir un réservoir bien plein limite ce phénomène, car il y a moins d'air humide). Ainsi, si le véhicule reste immobilisé suffisamment longtemps, le carburant se séparera en deux phases : le mélange eau-éthanol dans le fond du réservoir et le mélange essence-éthanol au-dessus. Un réservoir plein d’éthanol présentera cependant moins de risque de séparation de phases qu’un réservoir contenant un mélange d’éthanol et d’essence, l’éthanol possédant en effet une plus grande capacité d’absorption d’eau qu’un mélange essence/éthanol, le risque de séparation de phases diminue à la faveur cependant d’un autre risque : l’altération de l’indice d’octane puis la persistance potentielle des conditions de mélange pauvre dans les cylindres jusqu’à épuisement du réservoir, avec les conséquences explicitées précédemment. Ce phénomène de séparation de phase est donc davantage susceptible d'apparaitre dans un réservoir contenant un mélange d’essence et d’éthanol que d’éthanol simple. L’essence étant en effet hydrophobe, l’eau ségrégée sera absorbée par une quantité limitée d’éthanol présente dans le réservoir jusqu’à saturation de celui-ci, le reste de l’eau étant relégué au fond. Or c’est par le fond du réservoir que le carburant est puisé. Il en résulte que le mélange eau/éthanol pompé puis injecté dans les cylindres possède un indice d’octane inconnu et aléatoire dont les conséquences potentielles sont une détérioration de la pompe d’injection, des buses d’injecteurs mais surtout un fonctionnement anarchique du moteur se soldant à terme par une fragilisation prévisible voire une casse des organes internes, les plus exposés étant encore une fois les coussinets, les pistons, les soupapes et dans une moindre mesure la culasse. Bien que ce phénomène de ségrégation de phases soit très dommageable, les solutions pour y remédier restent relativement simples : utiliser régulièrement son véhicule de sorte que le réservoir se vide suffisamment fréquemment pour ne pas avoir le temps d’y accumuler d’eau et éviter les stationnements prolongés (supérieurs à quinze jours) du véhicule lorsque le réservoir contient de l’éthanol ou lorsqu’il contient un mélange d’éthanol/essence (même plein, quoique le risque y soit moindre). Dans le cas contraire, une purge partielle du réservoir avant remise en route du moteur sera une mesure préventive recommandée, cette règle restant valable même pour une carburation classique à l’essence.

Il est relativement possible pour un moteur à essence à injection électronique directe conçu pour bruler du carburant E10 de rouler à l’éthanol dans des proportions plus ou moins importantes (jusqu’à 100 %) sans dispositif particulier, dans la limite de l’augmentation des volumes d’injection autorisés par la pompe d’injection et des amplitudes éventuelles de réglages de l’avance d’allumage par le calculateur. À noter que lorsque l'une ou l'autre des limites est atteinte, un code défaut moteur est généralement indiqué au tableau de bord. Aussi, le bon fonctionnement de la sonde lambda et du (des) capteur(s) de cliquetis est ici particulièrement primordial puisque l’une détecte le besoin en ajustement de carburant et l’(es) autre(s) la nécessité éventuelle de modifier l’avance d’allumage. Deux paramètres fondamentaux à l’évitement d’une casse moteur, par le haut ou par le bas.
S’agissant des précautions d’usage, il convient d’éviter le stationnement prolongé d’une part et la modification des proportions optimisées par le calculateur d’autre part. Cette dernière mesure a pour principal objectif d’éviter le retour aux conditions pauvres dans les cylindres. Toutefois, lorsque cela se produit (après par exemple un plein d’essence), il est recommandé de retourner au ratio optimal précèdent de manière progressive, afin de ne pas placer l’électronique en défaut, en déplaçant d’emblée ses plages de fonctionnement en butée.

## Véhicules compatibles d'origine avec le superéthanol

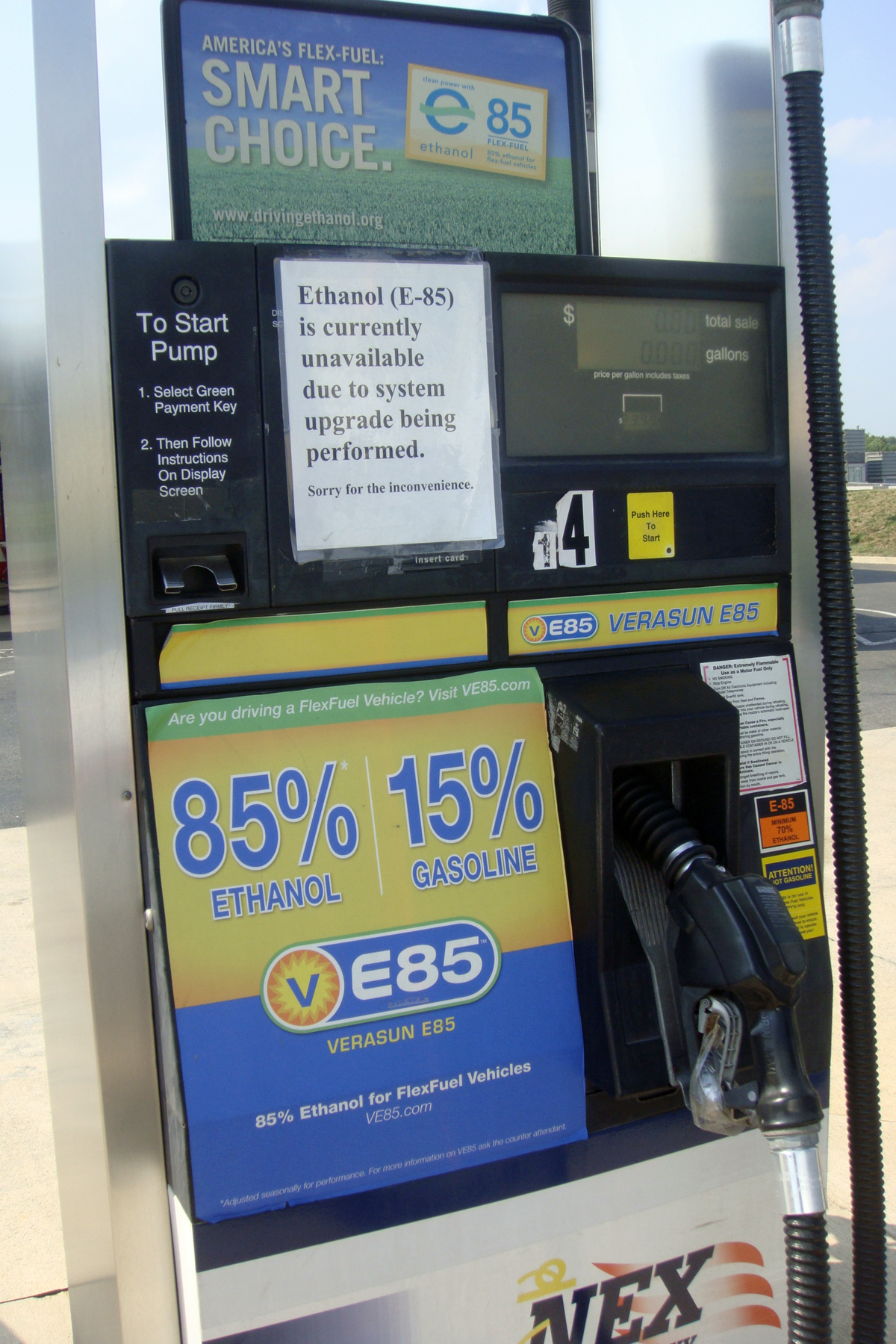
Pompe E85 aux États-Unis en 2010.

Flex fuel (ou VCM, véhicule à carburant modulable) est le nom donné aux véhicules spécialement conçus pour fonctionner indifféremment au superéthanol et/ou au super sans plomb classique. Plus précisément, les véhicules flexfuel sont capables d’adapter automatiquement leur fonctionnement pour tout mélange d’essence et d’éthanol pur dans des proportions comprises entre 0 % et 85 % en volume d’éthanol, d’où le mot « flex ».
Ce sont en pratique des véhicules dotés de moteurs essences équipés de dispositifs d’injections spécifiques (calculateur, injecteurs…). De plus, les matériaux utilisés doivent être compatibles avec l’éthanol. L’éthanol est en effet plus corrosif que l’essence.

### Offres en 2011

#### Offres en Amérique en 2011
Le Brésil était déjà bien avancé en matière de biocarburants. Pour ce pays, le moteur de leur développement était plus économique qu’écologique. Le parc de véhicules flexfuel de ce pays est estimé à deux millions. L’offre, dans ce pays, est déjà très complète car pratiquement tous les constructeurs implantés localement proposent des modèles flexfuel : Fiat, Ford, General Motors, PSA, Renault, Volkswagen, etc.
Les États-Unis visent leur indépendance énergétique avec le développement des biocarburants. Huit constructeurs y commercialisent en 2011 des véhicules flexfuel : Chrysler (cinq modèles), Ford (sept modèles), General Motors (quatre modèles), Isuzu (un modèle), Mazda (un modèle), Mercedes-Benz (deux modèles), Mercury (deux modèles), Nissan (un modèle).

#### Offres sur le marché unique européen en 2011
La Suède avait pour volonté d’être indépendante d’un point de vue énergétique en 2010. Les modèles disponibles sont proposés par Ford et Volvo.
Les constructeurs s'étaient organisés en France pour proposer des véhicules flexfuel ou VCM.
Deux marques proposaient ce type de véhicules depuis décembre 2005 : Saab (cinq modèles) et Ford (deux modèles), auxquels se sont ajoutés Volvo (trois modèles), Dacia (trois modèles), Peugeot (un modèle) et Renault (trois modèles).
Appellations par les constructeurs :
- Saab BioPower ;
- Dacia HiFlex et E85 ;
- Ford Flexifuel ;
- Opel 2.0 Turbo (220 ch) ;
- Volvo Flexifuel ;
- Renault BioÉthanol eco2, Éthanol eco2, SP95/E85 ;
- Cadillac E85 ;
- Jeep ;
- Citroën et Peugeot BioFlex ;
- Volkswagen Multifuel[29].

D'autres modèles sont apparus mais ont été retirés du marché, comme la Citroën C4I, les Peugeot 307 et 308, et la Renault Clio III.
En 2007, Renault s'était engagé à ce qu'en 2009, 50 % de ses voitures essence soient flexfuel[réf. souhaitée].
Pour des raisons économiques (faiblesse des ventes) et de coût lié à la mise aux dernières normes européennes (Euro 5), la quasi-totalité des marques proposant des véhicules flexfuel ont suspendu leurs ventes en France le 1er janvier 2013.

### Offres sur le marché unique européen depuis 2019
Après le retrait en 2018 de la commercialisation de la VW Golf Multifuel il n'y avait plus de voiture Flexfuel en vente.
En 2019, Ford commercialise une voiture qui peut rouler à l'E85, un SUV Kuga III, et donc profiter de la gratuité du certificat d'immatriculation. 78 % de ces véhicules sont vendus avec un moteur compatible E85, mais dans l'UE, ces ventes ne se réalisent qu'en France et en Suède.

En 2020, trois modèles hybrides Flexfuel sont disponibles chez le constructeur Jaguar Land-Rover (Discovery, Evoque et E-PACE).
En janvier 2021, six modèles Flexfuel sont annoncés chez Ford (Fiesta, Focus, Puma, Kuga, Fiesta Van, Transit Connect).

### Offres au Brésil
Les moteurs flex au Brésil sont conçus pour fonctionner à l'essence (qui est toujours mélangée avec 20 % à 25 % d'éthanol au Brésil), alcool éthylique hydraté (96 % d'éthanol, 4 % d'eau), ou n'importe quel mélange de ces carburants. Cela correspondrait plutôt à une sorte de carburant « E90 ».

## Réclamation de l'ONU pour la fin de la commercialisation de l'E85
Le 17 octobre 2012, dans une déclaration à l'AFP, Olivier De Schutter, rapporteur de l'ONU, recommande l'abandon de la production européenne ainsi qu'en Amérique du Nord « L’Europe doit faire mieux que réviser à la baisse ses objectifs d'incorporation des agrocarburants comme elle s'apprête à le faire : elle doit avoir le courage politique de les abandonner et les États-Unis devraient faire de même […]. Il est dangereux dans une situation où les stocks mondiaux de céréales sont aussi bas de fixer des objectifs aussi inatteignables. »